# Юзеф Бек
Ю́зеф Бек (пол. Józef Beck; 4 жовтня 1894, Варшава — 5 червня 1944, Стенешть, Румунія) — польський політичний діяч, міністр закордонних справ Польщі у 1932—1939 роках.

## Життєпис
До Першої світової війни Юзеф Бек навчався у Львівському політехнічному інституті. Був одним із соратників Пілсудського, вступив до Легіону польського в австрійській армії, під час військових дій боровся проти царської Росії. Після розпуску легіону пішов у підпілля. Після Російської революції займався організацією польських військових загонів на території Пруссії та Австрії. У 1918 році він був відправлений до Росії, де під вигаданим ім'ям рекрутував польські загони. Пізніше був призначений особистим помічником Юзефа Пілсудського.
У 1922 році отримав призначення військовим аташе в польській місії у Парижі, однак скоро повернувся до Польщі для боротьби з опозицією Пілсудському. Повернувся до влади у 1926 році, коли був призначений помічником Пілсудського у канцелярії військового міністерства. Посів посаду віце-прем'єра у 1930 році і став міністром закордонних справ 2 листопада 1932 року.
На посаді міністра закордонних справ намагався зберегти баланс у відносинах між Радянським Союзом та Німеччиною, а також сприяв зміцненню відносин Польщі з Францією і Румунією. Після підписання Мюнхенської угоди 1938 та вторгнення Німеччини у Чехословаччину в березні 1939 року за сприяння Бека Польща взяла участь у розчленуванні Чехословаччини, анексувавши Тешинську область (т. зв. «Заолжя»).
У період Московських англійсько-радянсько-французьких переговорів 1939 року відхилив радянську пропозицію щодо укладення пакту про взаємодопомогу на випадок нападу на Польщу нацистської Німеччини, справедливо вбачаючи у цій пропозиції спробу перетворення його держави у майбутньому на сателіта СРСР. 
Бек також був ініціатором підписання союзницьких угод 6 квітня 1939 року з Великою Британією на випадок нападу на Польщу інших держав, за якими Велика Британія вступила у Другу світову війну після нападу Німеччини на Польщу у вересні того ж року. Після поразки Польщі у 1939 році втік до Румунії, жив у вигнанні, арештовувався румунською владою, писав мемуари. У місті Станешти захворів на туберкульоз і помер 5 червня 1944 року.

## Нагороди

### Польща
- Virtuti Militari, срібний хрест
- Золотий Хрест Заслуги (Польща)
- Хрест Хоробрих (тричі в 1922)
- Орден Відродження Польщі
  - офіцерський хрест (2 травня 1923)
  - великий хрест (11 листопада 1934)
- Пам'ятна медаль учаснику війни 1918-1921 років
- Медаль «Десятиліття здобутої незалежності»
- Хрест Незалежності з мечами (12 травня 1931)
- Орден Білого Орла (11 жовтня 1938)
- Пам'ятний знак кінної артилерії Другої Польської Республіки
- Знак Союзу польського гарцерства «Вдячність» (1938)

### Королівство Югославія
- Орден Святого Савви, великий хрест (1927)
- Орден Корони (Югославія), великий хрест (1931)
- Орден Білого Орла (Сербія), великий хрест (1936)

### Румунське королівство
- Орден Корони Румунії
  - командорський хрест (1928)
  - великий офіцерський хрест
  - великий хрест (1933)
- Орден Зірки Румунії, командорський і великий хрест
- Орден «За вірну службу», великий хрест (1934)

### Бельгія
- Орден Леопольда I, великий хрест
- Орден Корони (Бельгія), великий хрест (1931)
- Воєнний хрест (Бельгія)

### Естонія
- Орден Естонського Червоного Хреста, великий хрест (1932)
- Орден Орлиного хреста, великий хрест (1933)
- Орден Державного герба, великий хрест (1938)

### Швеція
- Орден Полярної зірки, великий хрест (1932)
- Орден Вази, великий хрест (1938)

### Королівство Італія
- Орден Святих Маврикія та Лазаря, великий хрест
- Орден Корони Італії, великий хрест

### Інші країни
- Орден Почесного легіону (Франція)
  - офіцерський хрест (1928)
  - великий хрест
- Верховний орден Христа, великий хрест (Португалія; 1931)
- Орден Фенікса (Греція), великий хрест (1932)
- Орден Святого Олафа, великий хрест (Норвегія; 1933)
- Орден Трьох зірок
  - командорський хрест
  - великий хрест (1934)
- Орден Південного Хреста, великий хрест (Бразилія; 1934)
- Коронаційна медаль Короля Георга VI (Британська імперія; 1937)
- Орден Білого лева, командорський і великий хрест (Чехословаччина)
- Орден Данеброг, великий хрест (Данія)
- Орден Білої троянди (Фінляндія), командорський і великий хрест
- Орден Громадянських заслуг (Іспанія), великий хрест
- Орден Заслуг (Угорщина), великий хрест
- Магістральний капелан (Мальтійський орден)